# La Justice du vizir
 (juillet 2016).
Si vous disposez d'ouvrages ou d'articles de référence ou si vous connaissez des sites web de qualité traitant du thème abordé ici, merci de compléter l'article en donnant les références utiles à sa vérifiabilité et en les liant à la section « Notes et références ».
La Justice du vizir est un roman de Christian Jacq publié en 1994.

## Résumé
Pazair prouve que le général était conjuré et que 2 autres sont morts. Il contre une hausse des prix déstabilisant l’Égypte. 
Il démantèle l'esclavage de Bel-Tran, ministre de l'économie et ferme les banques pour l'affaiblir. Kem tue son prédécesseur : Mentmosé, complice de Bel-Tran. Il établit que c'est Djoui, momificateur, qui poursuit Pazair et qui a tué les gardes. Tueur le tue. 
Pazair reprend à Bagey, ex vizir, le testament des dieux, volé dans la pyramide et nécessaire au règne de Ramsès. Bagey et Bel-Tran sont condamnés à mort.